# Ciemna strona Wenus
Ciemna strona Wenus – dramat psychologiczny z 1997 roku w reżyserii Radosława Piwowarskiego.

## Fabuła
Ewa jest piękną kobietą, szczęśliwą mężatką. Pewnego dnia odwiedza ją kobieta, która twierdzi, że ma romans z jej mężem. Ewa doznaje szoku i mdleje. Sama nie wie, czy wszystko, co usłyszała, to jest prawda. Tymczasem dochodzi do ponownego spotkania kobiet. Po ich rozmowie dochodzi do awantury Ewy z mężem, po której kobieta chce popełnić samobójstwo. Ratuje ją młody chłopak, z którym wkrótce nawiązuje romans, a jej mąż ją opuszcza.

## Obsada
- Agnieszka Wagner jako Ewa Rosner
- Jan Englert jako Max Rosner
- Paweł Deląg jako chłopak
- Anna Przybylska jako „suczka"
- Marcin Jędrzejewski jako pan Mietek, robotnik remontujący dom Rosnerów
- Eugeniusz Priwieziencew jako pracownik prosektorium
- Michał Lesień jako podrywacz
- Małgorzata Siatka jako sprzedawczyni noży
- Jerzy Kajetan Frykowski jako mężczyzna na przyjęciu w domu letnim Rosnerów
- Zuzanna Paluch jako kobieta na przyjęciu w domu letnim Rosnerów
- Halina Piwowarska jako Halinka, kobieta na przyjęciu w domu letnim Rosnerów
- Katarzyna Śmiechowicz jako Kasia, kobieta na przyjęciu w domu letnim Rosnerów
- Karolina Korwin Piotrowska jako prowadząca uroczystość w pałacu
- Krzesimir Dębski jako znany dyrygent na uroczystości w pałacu
- Edyta Jungowska jako tańcząca blondynka
- Beata Augustyniak
- Jacek Badurek
- Sergiusz Bogucki
- Jacek Butrymowicz
- Paweł Maria Dolewski
- Aleksandra Fidler
- Jerzy Fidler
- Klaudia Kielanowska
- Anna Korzeniecka
- Jacek Krautforst
- Zenon Kruszelnicki
- Katarzyna Lengren
- Mirosława Maludzińska
- Marek Nowakowski
- Iwona Ruinowska
- Marzena Spytkowska
- Anna Waszczyk
- Ewa Sałacka